# Stimulans
Stimulancia (jednotné číslo stimulans; látky se označují též jako stimulanty, podle klasifikace ATC psychostimulancia) jsou psychoaktivní látky, které vyvolávají dočasné zlepšení duševních nebo tělesných funkcí, případně obojího. Mezi účinky těchto látek patří kromě jiných zvýšená ostražitost, bdělost a pohyblivost. Depresiva, tedy látky tlumící duševní a tělesné funkce, působí zcela opačně a jsou tedy považovány za protipól stimulancií. Stimulancia se široce používají po celém světě jako léčiva, ale jsou také zneužívány jako nelegální drogy.

## Účinky
Stimulancia mají širokou škálu různých účinků způsobených zvýšenou aktivitou centrálního i periferního nervového systému. Typickými účinky, které se mohou lišit v závislosti na konkrétní látce, jsou zvýšená ostražitost, vědomí, bdělost, výdrž, produktivita a motivace, zvýšené nabuzení, pohyblivost, tepová frekvence a krevní tlak, snížená potřeba jídla a spánku. Mnoho stimulancií dokáže také zlepšit náladu a odstranit úzkost, nebo dokonce vyvolat pocity euforie. Je však třeba poznamenat, že mnoho těchto látek dokáže úzkost naopak vyvolat, i tehdy, pokud ji paradoxně současně omezují.
Účinky stimulancií projevují prostřednictvím různých farmakologických mechanismů, mezi nejdůležitější patří podpora aktivity norepinefrinu (noradrenalinu) a/nebo dopaminu (např. pomocí inhibice nebo obrácení přenosu monoaminů), antagonismu adenosinového receptoru nebo agonismu nikotinového acetylcholinového receptoru.

## Indikace
Stimulancia se používají pro léčbu v mnoha indikacích, například:
- k potlačení únavy a letargie během dne při práci nebo jiných aktivitách
- k odstranění ospalosti a udržení bdělosti, například při léčbě narkolepsie
- ke snížení chuti a redukci tělesné hmotnosti, k léčbě obezity
- ke zlepšení koncentrace v práci a ve škole, zvláště při poruchách jako ADHD
- někdy také při léčbě klinické deprese

## Druhy stimulancií

### Kofein

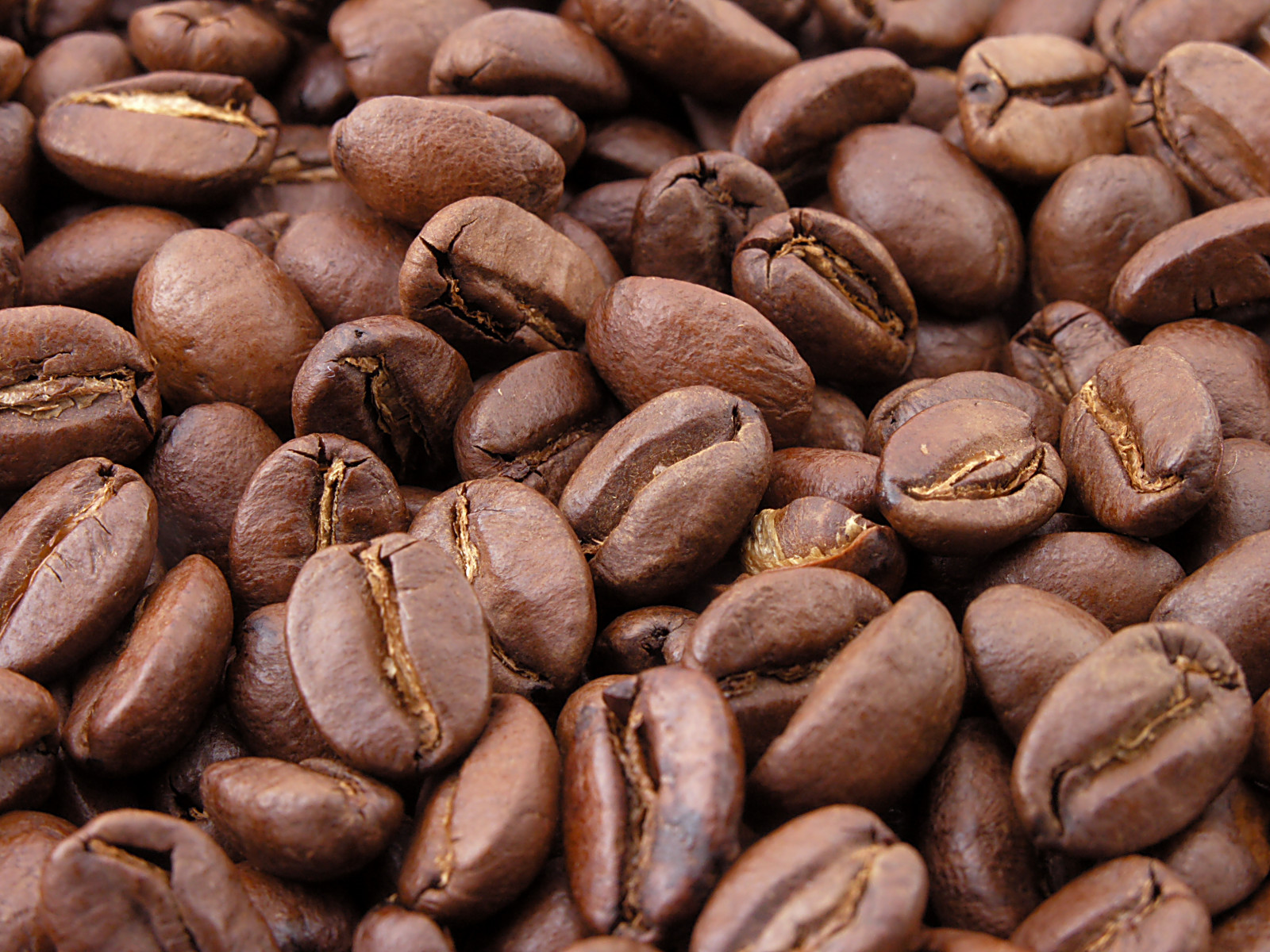
Pražená zrnková káva, hlavní světový zdroj kofeinu

Kofein je sloučenina přirozeně obsažená v kávě, čaji, kakau, cesmíně paraguayské, guaraně a dalších rostlinách. Je součástí mnoha nápojů, zejména tzv. energetických. Kofein je celosvětově nejšířeji užívanou psychoaktivní látkou a výrazně nejčastějším stimulanciem. Převážná většina lidí v USA (přes 80 %) požívá kofein denně. Některé jurisdikce omezují prodej a užívání kofeinu. Kofein je obsažen i v některých léčivech, zvláště za účelem posílení účinku hlavní látky a omezení vedlejších účinků (hlavně ospalosti). Vyrábějí se také léčivé přípravky obsahující samotný kofein.

### Nikotin
Nikotin je aktivní složkou v tabáku, který je dostupný v řadě různých forem, zejména jako cigarety, doutníky, dýmkový, žvýkací tabák či šňupací tabák. Široce se používá po celém světě.

### Amfetaminy

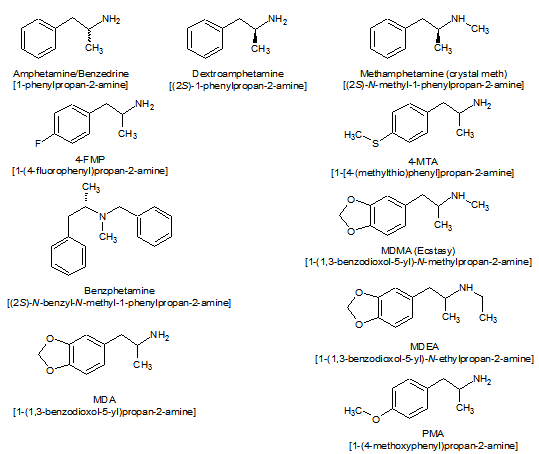
Porovnání chemických struktur různých amfetaminových derivátů

Amfetaminy jsou skupina fenylethylaminových stimulancií. Patří mezi ně například amfetamin a metamfetamin. Podobně jako NDRI, i amfetaminy zvyšují hladiny norepinefrinu a dopaminu v mozku inhibicí jejich odčerpávání. Důležitějším mechanismem, kterým amfetaminy působí stimulaci, je však přímé uvolňování těchto katecholaminů ze zásob v buňkách. Amfetaminy jsou známy tím, že zlepšují náladu a vyvolávají euforii, následně pak depresi a úzkost.
Amfetaminy se někdy předepisují k léčbě, jejich dostupnost z nich činí kandidáty na zneužívání. Dextroizomerní metamfetamin se někdy používá k léčbě AD(H)D, která dostatečně nereaguje na běžné amfetaminy. Silné deprese se též někdy léčí amfetaminy, občas jako doplňkem k léčbě antidepresivy.
Často je mezi amfetaminy řazen i Ritalin a Fenmetrazin.

### MDMA („Extáze“)

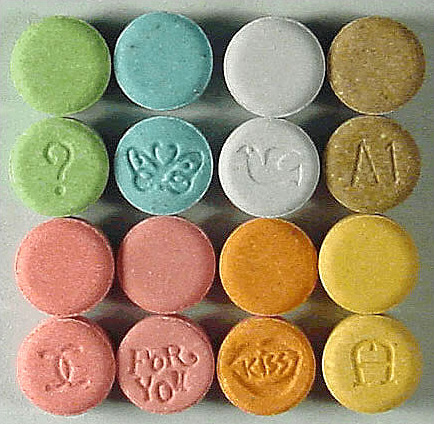
Nelegálně vyrobené tablety obsahující MDMA

Methyledioxymethamfetamin (MDMA), známý pod běžným lidovým názvem „Extáze“, je zakázaná látka distribuovaná typicky ve formě tablet, kapslí nebo v práškové či krystalické formě. O MDMA se říká, že jde o křížence mezi amfetaminovým stimulanciem a psychedelickým halucinogenem. Navíc je MDMA unikátní a velmi populární pro své entaktogenní vlastnosti. Mezi stimulační účinky MDMA patří kromě jiného hypertenze, anorexie, nespavost (nebo zvýšená bdělost), zvýšená vzrušenost a silnější pocení.

### Kokain
Kokain se získává z listů keře koky, který roste v horských oblastech Jižní Ameriky, například v Bolívii, Kolumbii a Peru. V Evropě, Severní Americe a některých částech Asie je nejčastější formou kokainu bílý krystalický prášek. Kokain je stimulans, nicméně není normálně terapeuticky předepisován pro stimulační vlastnosti, nýbrž se klinicky využívá jako lokální anestetikum, zejména v oftalmologii. Většina kokainu se spotřebovává rekreačně a jeho zneužívání je velmi rozšířené, proto jsou jeho prodej a držení ve většině právních řádů přísně regulovány. Jiné látky ze třídy tropanových derivátů jsou známy jako troparil a lometopan, ale nejsou tak rozšířené.

### NRI a NDRI
Tyto látky inhibují zpětné odčerpávání norepinefrinu (NRI), resp. norepinefrinu a dopaminu (NDRI). To vede ke zvýšeným mimobuněčným hladinám těchto látek a tedy ke zvýšené neurotransmisi, což způsobuje stimulační účinky. Mnoho těchto sloučenin se používá jako léčiva pro ADHD a jako antidepresiva. Dvěma nejznámějšími NDRI jsou methylfenidát (Ritalin, Concerta) a bupropion (Wellbutrin, Zyban), dvěma nejznámějšími NRI jsou atomoxetin (Strattera) a reboxetin (Edronax). Mnoho z těchto látek má významně nižší potenciál pro zneužití, v porovnání s jinými stimulancii, jako jsou amfetaminy nebo kokain.

### Modafinil
Modafinil (Provigil/Alertec/Modavigil) je analeptikum schválené FDA pro léčbu narkolepsie, poruchy spánkového cyklu a nadměrné spavosti spojené s obstruktivní spánkovou apnoí. Modafinil, jako jiná stimulancia, zvyšuje uvolňování monoaminů, ale také zvyšuje úrovně histaminu v hypothalamu. Proto ho někteří vědci považují za „látku navozující bdělost“, nikoli za klasické stimulans, jako jsou třeba amfetaminy.
Modafinil se ukazuje jako efektivnější pro léčbu hyperaktivity s poruchou pozornosti (ADHD), deprese, závislosti na kokainu, Parkinsonovy nemoci, schizofrenie, poruchy spánkového cyklu a chorobné únavy.

### Ampakiny
Nedávno došlo k zásadnímu zlepšení situace ve farmakologii stimulancií, když byla objevena třída látek známých jako ampakiny nebo také eugeroika. Tato stimulancia mají tendenci zvyšovat ostražitost bez účinků v periferních částech těla nebo potenciálu k závislosti/toleranci/zneužívání jako u tradičních stimulancií. Mají minimální účinek na strukturu spánku a nezpůsobují následnou ospalost a otupělost. Ampakiny, které byly vyvinuty, jako například ampalex nebo CX717, jsou teprve ve fázi klinických testů a nejsou zatím k dispozici na trhu. Jinou látkou s podobnými účinky je karfedon, který se prodává jako obecné stimulans v Rusku pod značkou Phenotropil.

### Johimbin
Johimbin (yohimbin) je psychoaktivní látkou ze třídy tryptaminů. Má stimulační a afrodiziakální účinky.

### Methylhexanamin
Též 1,3 dimethylamylamin (zkráceně DMAA) je silný psychoaktivní stimulant a nepřímé sympatomimetikum. Jeho struktura je podobná amfetaminům a má i podobné účinky (ale slabší). Dříve byl používaný jak nosní dekongestant. DMAA způsobuje stažení cév, nadměrné pocení, zvyšuje energii, motivaci a schopnost se koncentrovat, může zlepšovat náladu a vyústit až v euforii. Jeho účinky jsou zprostředkovány uvolňováním katecholaminů, nejvíce dopamin, adrenalin a noradrenalin. Efekt DMAA by se dal přirovnat nejlépe k efedrinu a pseudoefedrinu. Je obecně silnější než kofein a protože DMAA má jiný mechanismus účinku, s kofeinem a nikotinem nevzniká tzv. "cross-tolerance" (tz. pokud má někdo vypěstovanou toleranci na kofein, nikotinu, tak to neovlivňuje toleranci k DMAA). DMAA se prodává jako doplněk stravy, pre-workout, anorektikum a ke zlepšení pozornosti. 
Na DMAA může vzniknout tolerance, závislost i syndrom vysazení. Nejčastěji je využíván v pre-workout směsích v kombinaci s kofeinem, to má zvýšit energii a vytvalost při trénování. Někteří lidé ho mohou zneužívat jako anorektikum, ke zlepšení příznaků ADHD (přestože účinnost nebyla potvrzena studiemi), k hubnutí a zrychlení metabolismu, k zvýšení energie a zlepšení nálady. DMAA nebyl uznán FDA k žádnému lékařskému užití, ale je stále prodávan jako doplněk stravy. Není jisté, jestli je DMAA bezpečný a je potřeba více studií.

## Zneužívání
Zneužívání stimulancií je velmi rozšířené. Může vést ke zdravotnímu, psychiatrickému a psychosociálnímu úpadku člověka. Může se objevovat tolerance, závislost, senzibilizace a abstinenční syndrom.

## Testování
Přítomnost stimulancií v těle lze testovat různými procedurami. Nejčastějšími zdroji materiálu je sérum a moč, používají se ale také sliny. K rozboru se často využívá chromatografie, imunologické testy a hmotnostní spektrometrie.